# Yên Định, Thanh Hóa
Yên Định là một xã thuộc tỉnh Thanh Hóa, Việt Nam.

## Lịch sử
Xã Yên Định được thành lập theo Nghị quyết số 1686/NQ-UBTVQH15, trên cơ sở giải thể huyện Yên Định và sáp nhập toàn bộ diện tích tự nhiên và dân số của 3 địa phương của huyện là Thị trấn Quán Lào, và 3 xã là Định Liên, Định Long, Định Tăng.